# Ópályi
Ópályi è un comune dell'Ungheria di 3 030 abitanti (dati 2001). È situato nella contea di Szabolcs-Szatmár-Bereg.